# Massospora pahariae
Massospora pahariae är en svampart som beskrevs av R.S. Soper 1981. Massospora pahariae ingår i släktet Massospora och familjen Entomophthoraceae.   Inga underarter finns listade i Catalogue of Life.